# Juan Sanuy
Juan Sanuy (Barcelona, 1856 - 1908), seudónimo de Octavio Juan Bellver, fue un dibujante y redactor español con vasta actuación en el Río de la Plata. 

## Biografía
Fue médico de formación pero se dedicó al dibujo y la ilustración de revistas y anuncios. Sus obras están firmadas a veces como 'Juan Sanuy' y otras como 'Juan B. Sanuy'. 
Fue colaborador de la revista uruguaya Caras y Caretas y editó junto a Alfredo Varzi, la revista satírica Montevideo Cómico.
Cuando se trasladó a Buenos Aires sus dibujos ilustraron artículos en la revista argentina dirigida por Eustaquio Pellicer, PBT.